# Abriola
Abriola község (comune) Olaszország Basilicata régiójában, Potenza megyében.

## Fekvése
A megye központi részén fekszik, egy, az Anzi folyó fölé magasodó dombon . Határai: Calvello, Pignola, Anzi, Tito, Marsico Nuovo és Sasso di Castalda.

## Története
A település első említése a 9. századból származik, amikor a szaracénok Conza 872-es elfoglalása után egy erődítményt építettek az Anzi folyó völgyében. 907-ben a longobárdok foglalták el. A település nevét első hűbérura, Briola után kapta. A 12. században a Tarantói Hercegség része lett, majd 1809-ben, miután a Nápolyi Királyságban felszámolták a feudalizmust Abriola is önálló község lett.

## Népessége
A népesség számának alakulása:

## Főbb látnivalói
- Monteforte-szentély
- San Gerardo-templom
- Santissima Annunziata-templom
- Santa Maria Maggiore-templom
- A településhez tartozik Piana di Lago téli üdülőközpont.